# Disaccharidase
Les disaccharidases sont des glycosides hydrolases, des enzymes qui décomposent certains types de sucres appelés disaccharides en sucres plus simples appelés monosaccharides. Dans le corps humain, les disaccharidases sont fabriquées principalement dans une zone de la muqueuse intestinale du grêle appelée bordure en brosse, ce qui en fait des membres du groupe des «enzymes de bordure en brosse». 
Un déficit génétique dans l'une de ces enzymes provoquera une intolérance au disaccharide, telle que l'intolérance au lactose ou au saccharose.  
Mais le plus souvent, il s'agit d'une altération fonctionnelle des entérocytes et notamment de leur bordure en brosse, telle qu'on peut l'observer dans la pathologie courante et pourtant encore trop rarement détectée qu'est la colonisation bactérienne chronique de l'intestin grêle et de l'hyper-perméabilité intestinale qui en découle. 

## Exemples de disaccharidases
- Lactase (décompose le lactose en glucose et en galactose)
- Maltase (décompose le maltose en 2 glucoses)
- Sucrase (décompose le saccharose en glucose et fructose)
- Tréhalase (décompose le tréhalose en 2 glucoses)

Pour un aperçu scientifique détaillé des disaccharidases de l'intestin grêle, on peut consulter le chapitre 75 d'OMMBID.
Pour plus de ressources et de références en ligne, concernant les déficits génétiques, voir Erreur innée du métabolisme. 

## Publications
- Poley, Bhatia et Welsh, « Disaccharidase deficiency in infants with cow's milk protein intolerance. Response to treatment », Digestion, vol. 17, no 2,‎ 1978, p. 97–107 (PMID 627328, DOI 10.1159/000198100)
- Neale, « Disaccharidase deficiencies », J Clin Pathol Suppl (R Coll Pathol), vol. 5,‎ 1971, p. 22–28 (PMCID 1176256)
- Laws et Neale, « Radiological diagnosis of disaccharidase deficiency », Lancet, vol. 2, no 7455,‎ 1966, p. 139–143 (PMID 4161630, DOI 10.1016/S0140-6736(66)92424-X)
- Laws, Spencer et Neale, « Radiology in the diagnosis of disaccharidase deficiency », The British Journal of Radiology, vol. 40, no 476,‎ 1967, p. 594–603 (PMID 4952296, DOI 10.1259/0007-1285-40-476-594)